# Estádio Bruno José Daniel
O Estádio Municipal Bruno José Daniel é um estádio poliesportivo localizado na cidade brasileira de Santo André, em São Paulo.

## História
Foi inaugurado em 15 de novembro de 1969 com a realização do Troféu Brasil de Atletismo e em 14 de dezembro do mesmo ano foi realizado o primeiro jogo de futebol no local, com um amistoso entre as equipes do Santo André e Palmeiras, que na época era o atual campeão da Taça Roberto Gomes Pedrosa. A partida inaugural terminou com o placar de 4 x 0 para o Palmeiras.
O nome do estádio foi uma homenagem a Bruno José Daniel, que foi vereador de Santo André por três legislaturas seguidas, de 1952 a 1964. Em 1955 era presidente da Câmara quando assumiu o cargo de prefeito por duas vezes, alternando o poder com Luís Boschetti, pois o vice-prefeito Pedro Dell'Antonia estava impossibilitado de assumir no lugar de Fioravante Zampol, pois estava candidatando-se para as próximas eleições municipais nesse mesmo cargo. Faleceu precocemente, aos 51 anos, em 22 de dezembro de 1969. O nome atual foi dado em 10 de outubro de 1973, em homenagem ao ex-prefeito Bruno José Daniel., pai do também ex-prefeito de Santo André Celso Daniel.
O estádio é conhecido por sediar os jogos do Santo André, no qual foi palco de jogos, entre outros campeonatos, do Campeonato Paulista, Copa do Brasil, Brasileirão de 2009 e inclusive da Taça Libertadores da América, no ano de 2005. Recebeu as finais do Campeonato Paulista da Segunda Divisão de 1975 entre Santo André x Catanduvense; Santo André x Ituano pela Copa Paulista de 2003; e Santo André x Inter de Limeira, pela Série A2 do Campeonato Paulista de 2019. Em todas o Santo André conquistou o título.
Em 2011, as bilheterias quase foram furtadas. Na ocasião, o estádio era um dos pontos de venda de ingressos para a final da Libertadores daquele ano.
Ainda em 2011, o então Prefeito de Santo André, Doutor Aidan Ravin (PTB), anunciou a "primeira grande reforma do Brunão". A obra, porém, não avançou, muito pelo contrário, o estádio foi apenas destruído; suas estruturas de iluminação e cadeiras plásticas simplesmente desapareceram, o entulho ficou acumulado e a obra parou, assim o Santo André inicialmente passou a jogar no estádio apenas no período vespertino, e depois precisou atuar em cidades vizinhas como: São Caetano do Sul, São Bernardo do Campo e até em Araras, no interior, ocasionando com isso dificuldades que contribuíram com os seguidos rebaixamentos da equipe no Campeonato Brasileiro.
Em janeiro de 2013, ao assumir a prefeitura de Santo André, o prefeito Carlos Grana (PT) reabre o estádio e o time volta a atuar em casa com a presença dos seus torcedores, mesmo que com apenas parte da praça esportiva funcionando.
Em 2013 e 2014 as obras avançam pouco, mas os torcedores conseguiam acompanhar o time dentro do estádio, diferentemente dos anos anteriores. Em fevereiro de 2016 o estádio foi oficialmente reinaugurado, com a partida entre Santo André e Monte Azul, pelo Campeonato Paulista da Série A-2, vencida pelo time da casa por 2 a 1.
Em abril de 2020, o estádio foi transformado em hospital de campanha durante a pandemia de COVID-19 para receber pacientes infectados pela doença ou com suspeita da mesma. Após a liberação do último paciente, o hospital foi fechado no dia 22 de agosto de 2020.